# 343438 Gao
343438 Gao è un asteroide della fascia principale. Scoperto nel 2010, presenta un'orbita caratterizzata da un semiasse maggiore pari a 2,5755184 au e da un'eccentricità di 0,0630302, inclinata di 14,07872° rispetto all'eclittica.